# Antes de todo, Vol. 1
Antes de todo, Vol. 1 es el nombre del cuarto álbum de estudio del rapero mexicano C-Kan. El álbum fue lanzado el 1 de julio de 2016 por Mastered Trax Latino. Fue estrenado exclusivamente en Tidal antes de ser lanzado en forma digital en iTunes, Spotify y Youtube.
Este álbum incluye colaboraciones con artistas como Melódico, Carolyn Rodríguez, Holy Laion y Pipo Ti.

## Producción
En 2004, C-Kan publicó el demo Chikano, y 12 años después presenta Antes de todo Vol. 1, un recopilatorio con 26 tracks en el que el artista regresa sobre sus pasos y viste con una nueva producción algunos de sus primeros temas.

“Algunas de las canciones son muy underground; yo las grabé en mi casa con un radio tipo karaoke y un micrófono. dijo C-Kan.

## Lista de canciones
Todas las canciones escritas y compuestas por C-Kan. 
| Vol. 1 |                                        |               |          |  |
| N.º    | Título                                 | Productor(es) | Duración |  |
| 1.     | «Sol de madrugada»                     | DJ Maxo       | 3:37     |  |
| 2.     | «Dame tu mano»                         | DJ Maxo       | 3:11     |  |
| 3.     | «No llores, mamá»                      | DJ Maxo       | 3:26     |  |
| 4.     | «Enamórate de nuevo»                   | DJ Maxo       | 2:33     |  |
| 5.     | «Voy a esperar»                        | DJ Maxo       | 4:16     |  |
| 6.     | «No te me vayas» (feat. Melódico)      | DJ Maxo       | 2:39     |  |
| 7.     | «Postdata» (feat. Carolyn Rodríguez)   | DJ Maxo       | 2:23     |  |
| 8.     | «Solo yo sé» (feat. Carolyn Rodríguez) | DJ Maxo       | 4:02     |  |
| 9.     | «La vida bailando» (feat. Holy Laion)  | DJ Maxo       | 3:52     |  |
| 10.    | «Un perdón no basta» (feat. Pipo Ti)   | DJ Maxo       | 3:51     |  |
| 11.    | «Déjame soñar»                         | DJ Maxo       | 4:04     |  |
| 12.    | «No quiero amarte»                     | DJ Maxo       | 2:55     |  |
| 13.    | «Sin ti»                               | DJ Maxo       | 4:54     |  |
| 43:03  |                                        |               |          |  |